# Bomaanslag in Zagreb op 23 oktober 2008

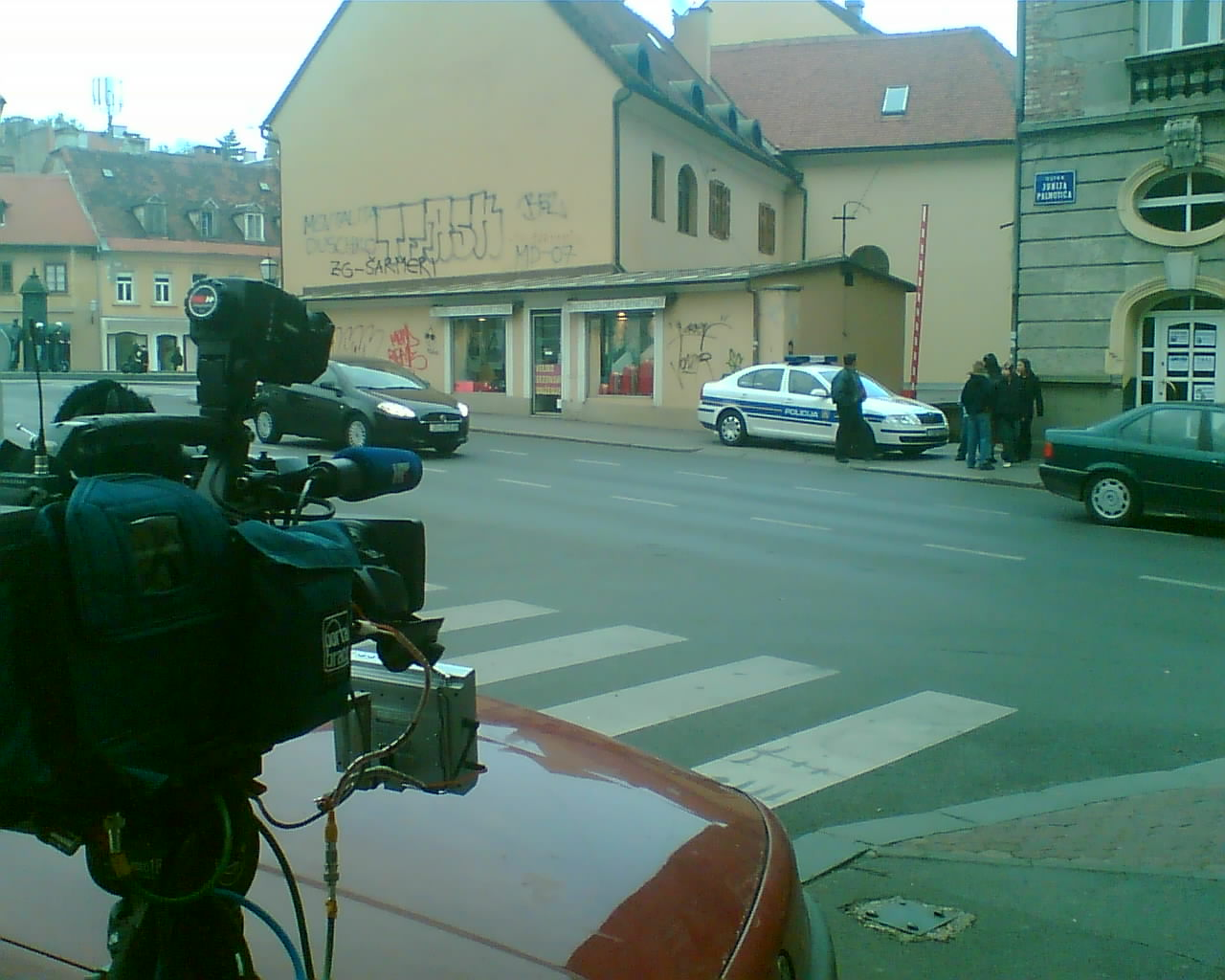
De plaats van de aanslag

De bomaanslag in Zagreb vond plaats op 23 oktober 2008. De aanslag was gericht op de krant Nacional, het op een na grootste politieke weekblad van Kroatië. Bij de aanslag verloor de eigenaar Ivo Pukanić en Niko Franjić, de marketingdirecteur, het leven. De aanslag werd gepleegd door verschillende Kroatische en Servische criminele groepen.

## Details
Op 18.10 uur naderde Pukanić samen met Franjić zijn Lexus LS 600h L. Vervolgens ontplofte er een bom die gekoppeld was aan een motorfiets die naast de auto geparkeerd stond. Beide mannen verloren vrijwel direct het leven. Ook raakten twee studenten die iets verderop liepen gewond.
In een speciaal belegde persconferentie liet de Kroatische premier Ivo Sanader direct weten dat hij "Kroatië geen nieuw Beirut" zou laten worden. De aanslag was ook schadelijk voor het imago van het land, omdat Kroatië de georganiseerde misdaad moet aanpakken van de Europese Unie, voordat zij mag toetreden. Naar aanleiding van de aanslag werden Berislav Rončević, de minister van Binnenlandse Zaken, Ana Lovrin, de minister van Justitie, en Marijan Benko, hoofd van de Zagrebse politie, ontslagen.
De redactie van Nacional verweet de politie dat zij geen politiebescherming had geboden aan Pukanić. Tot 1 augustus had hij wel een politie-escorte gehad, nadat hij eerder twee doodsbedreigingen had ontvangen. Eerder in april 2008 was Pukanić ook al bijna het slachtoffer geworden van een aanslag. Hij werd toen in het centrum van Zagreb beschoten, maar wist weg te duiken. Het wapen van de schutter haperde vervolgens, waarop Pukanić met zijn eigen pistool terugschoot. De dader sloeg op de vlucht en werd niet gepakt.
Uiteindelijk werden in november 2010 zes mannen veroordeeld voor de moord op Pukanić. Zij kregen celstraffen opgelegd van vijftien tot veertig jaar. De reden voor de aanslag bleek een reeks artikelen van Pukanić die hij aan de georganiseerde misdaad in het voormalige Joegoslavië en Bulgarije had gewijd. De Amsterdamse Serviër Sreten Jocić wordt ervan verdacht de opdracht tot de aanslag te hebben gegeven. Hij werd in oktober 2009 gearresteerd en in juni 2010 veroordeeld voor de moord van een andere crimineel.